# Juan José Amador
Juan José Amador Castaño (Manizales, 20 april 1998) is een Colombiaans wielrenner die anno 2018 rijdt voor Manzana Postobón Team.

## Carrière
In 2016 werd Amador nationaal kampioen tijdrijden bij de junioren door het parcours drie seconden sneller af te leggen dan de nummer twee, Adrián Bustamante. Ruim een week later nam hij deel aan de Pan-Amerikaanse kampioenschappen, waar hij vierde werd in de tijdrit en negende in de wegwedstrijd.
In 2017 werd hij prof bij Manzana Postobón Team. Hij nam dat jaar onder meer deel aan de Brabantse Pijl en de Ronde van het Taihu-meer.

## Baanwielrennen

### Palmares
| Jaar     | CK       | P-AK                 | WK       | Overig   |
| Junioren | Junioren | Junioren             | Junioren | Junioren |
| -------- | -------- | -------------------- | -------- | -------- |
| 2016     |          | Ploegenachtervolging |          |          |

## Wegwielrennen

### Overwinningen
2016
 Colombiaans kampioen tijdrijden, Junioren

## Ploegen
- 2017 –  Manzana Postobón Team
- 2018 –  Manzana Postobón Team

Aguirre · Amador · Bohórquez · Bol · García · Higuita · Molano · Orjuela · Osorio · Paredes · Piedra · Reyes · Sierra · Suaza · Vilela · Villegas · Chía (stagiair) · Rivera (stagiair) · Ruiz (stagiair)
Aguirre · Amador · Bohórquez · Bol · Duarte · García · Higuita · Molano · Orjuela · Osorio · Paredes · Parra · Reyes · Sierra · Suaza · Vilela · Villegas